# Menesia palliata
Menesia palliata es una especie de escarabajo longicornio del género Menesia, categorizada en la tribu Saperdini, de la subfamilia Lamiinae. Fue descrita por Pascoe en 1867.

## Descripción
Mide 9 mm de longitud.

## Distribución
Se distribuye por Malasia y Singapur.